# Campeonato Mundial de Piragüismo en Maratón de 2007
El XV Campeonato Mundial de Piragüismo en Maratón se celebró en Győr (Hungría) entre el 8 y el 9 de septiembre de 2007 bajo la organización de la Federación Internacional de Piragüismo (ICF).

## Resultados

### Masculino
| Evento | Oro                                                                    | Plata                                                                   | Bronce                                                       |
| ------ | ---------------------------------------------------------------------- | ----------------------------------------------------------------------- | ------------------------------------------------------------ |
| C1     | Edvin Csabai · Hungría · 1:55:21,840                                   | José Alfredo Bea · España · 1:57:34,020                                 | Manuel Antonio Campos · España · 1:57:34,98                  |
| C2     | Edvin Csabai · Attila Gyore · Hungría · 1:45:59,980                    | Ramón Ferro · Óscar Graña · España · 1:46:36,360                        | Filip Dvorak · Petr Koudelka · República Checa · 1:48:29,150 |
| K1     | Emilio Merchán · España · 2:05:03,010                                  | Manuel Busto Fernández · España · 2:05:03,850                           | Attila Jambor · Hungría · 2:07:08,130                        |
| K2     | Manuel Busto Fernández · Oier Aizpurua Aranzadi · España · 1:55:57,060 | Jorge Alonso González · Santiago Guerrero Arroyo · España · 1:55:57,650 | Balazs Borcsok · Istvan Salga · Hungría · 1:58:27,260        |

### Femenino
| Evento | Oro                                                      | Plata                                                 | Bronce                                               |
| ------ | -------------------------------------------------------- | ----------------------------------------------------- | ---------------------------------------------------- |
| K1     | Anna Hemmings Reino Unido 1:55:59,330                    | Renáta Csay · Hungría · 1:56:06,700                   | Mara Santos · España · 1:56:17,590                   |
| K2     | Anne Lolk Thomsen Henriette Hansen Dinamarca 1:44:36,260 | Renáta Csay · Berenike Faldum · Hungría · 1:44:47,180 | Nicola Mocke · Michelle Eray · Hungría · 1:44:48,120 |

## Medallero
| Núm. | País            | Oro | Plata | Bronce | Total |
| ---- | --------------- | --- | ----- | ------ | ----- |
| 1    | España          | 2   | 4     | 2      | 8     |
| 2    | Hungría         | 2   | 2     | 2      | 6     |
| 3    | Reino Unido     | 1   | 0     | 0      | 1     |
| 3    | Dinamarca       | 1   | 0     | 0      | 1     |
| 5    | República Checa | 0   | 0     | 1      | 1     |
| 5    | Sudáfrica       | 0   | 1     | 0      | 1     |
|      | TOTAL           | 6   | 6     | 6      | 18    |